# Pragotron

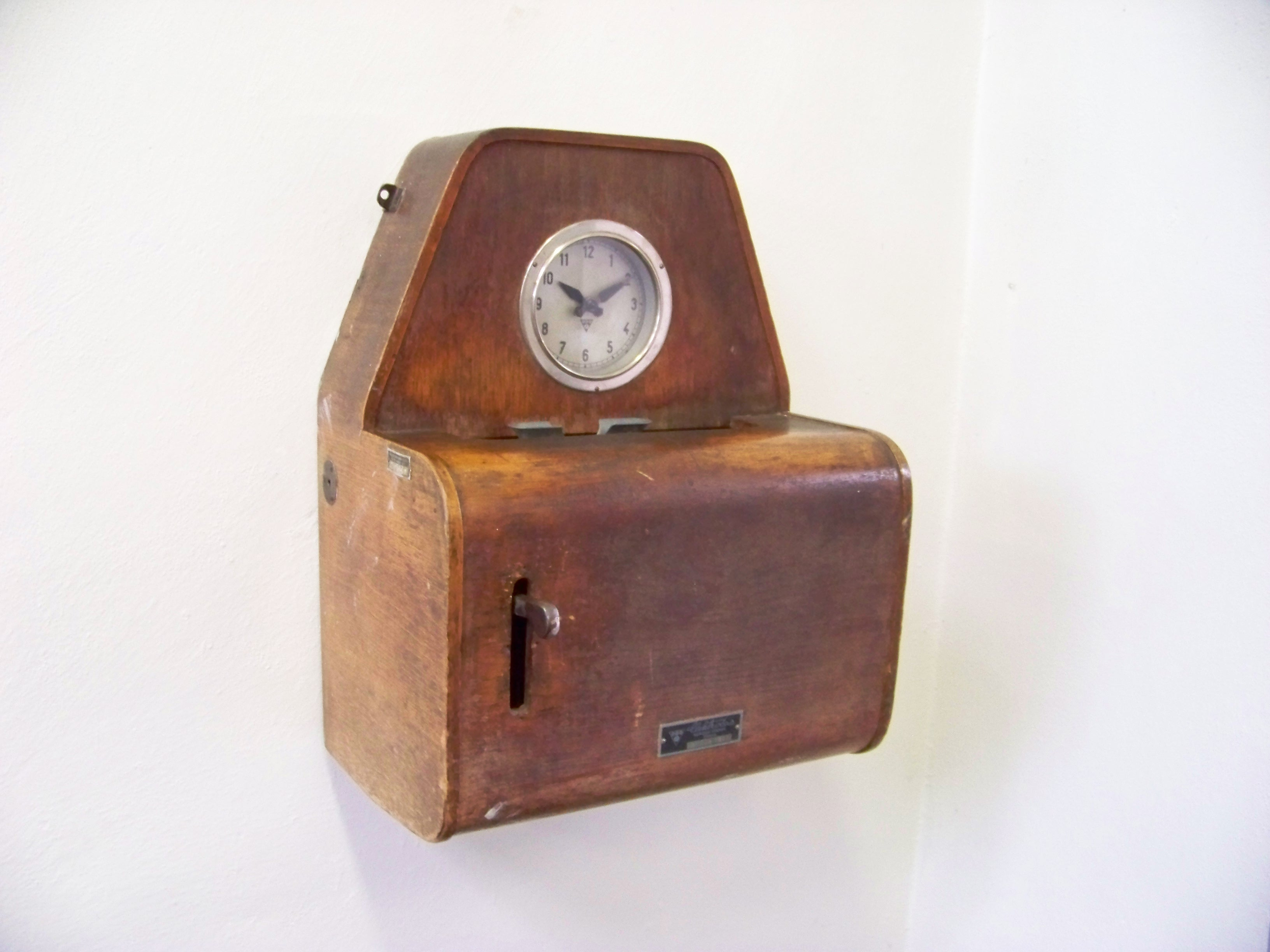
Píchací hodiny Elektročas pro kontrolu docházky zaměstnanců

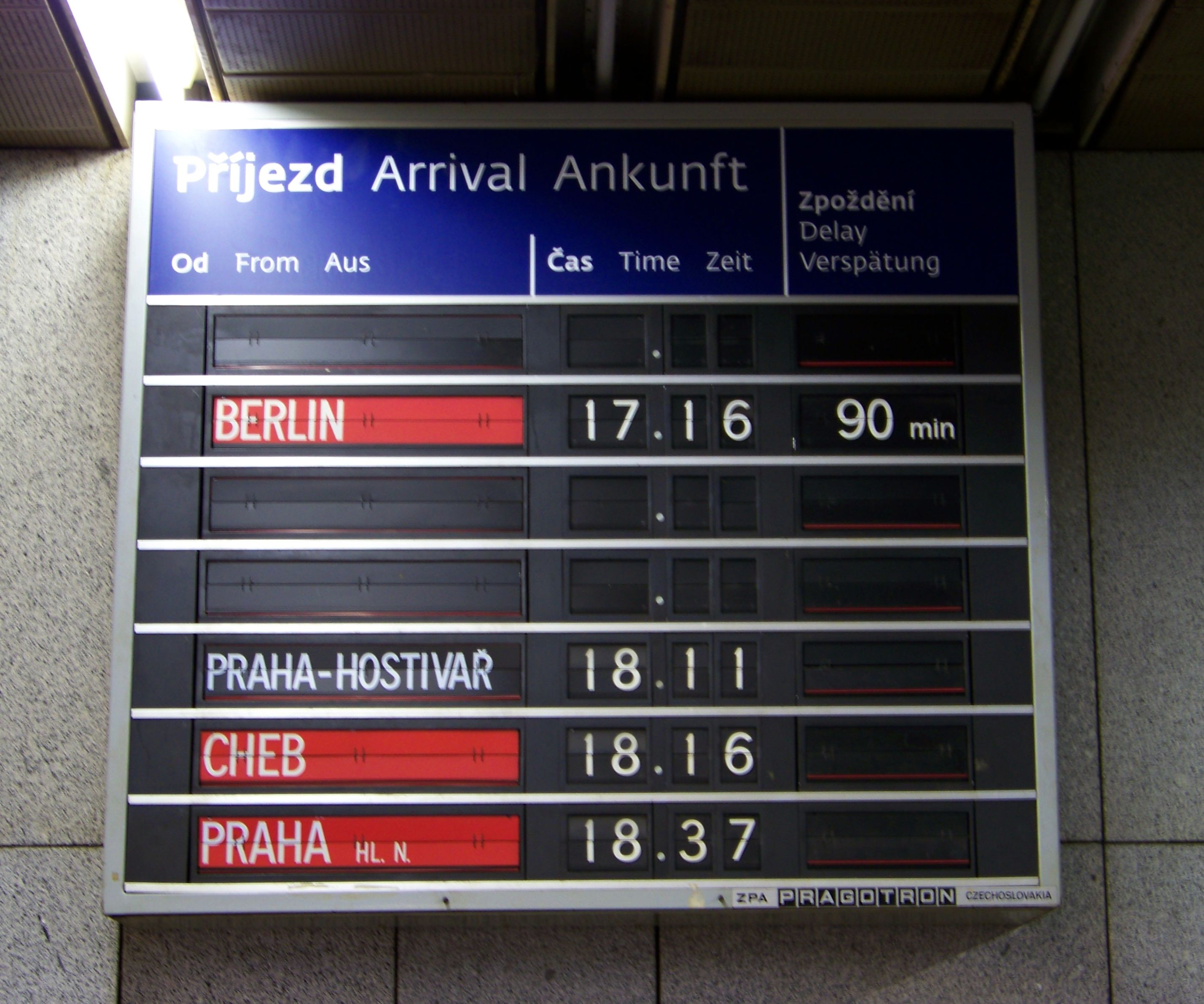
Tabule příjezdů ve stanici Praha-Holešovice

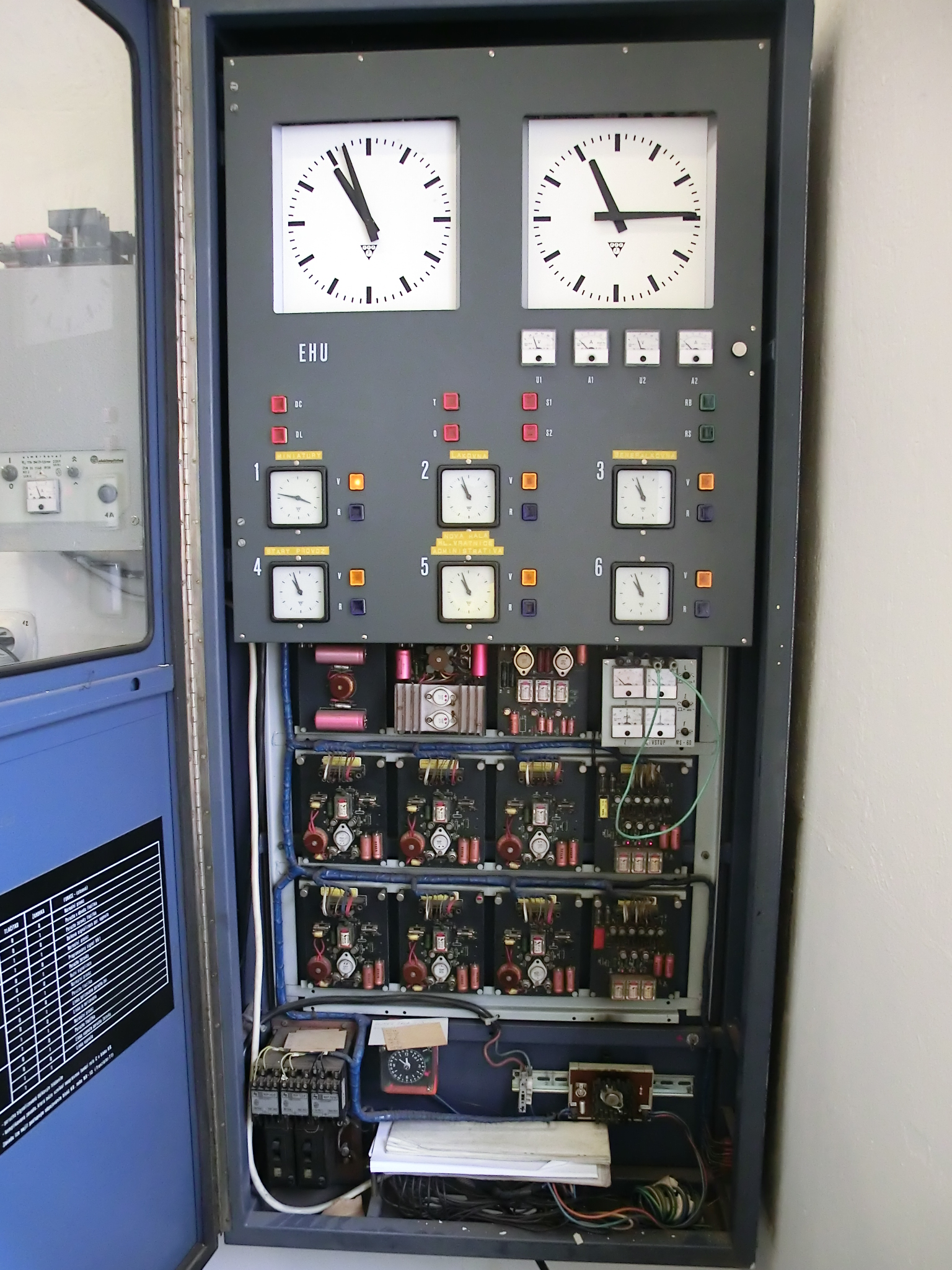
Elektrická hodinová ústředna EHU 0624 pro řízení desítek podružných hodin v rámci továrního areálu

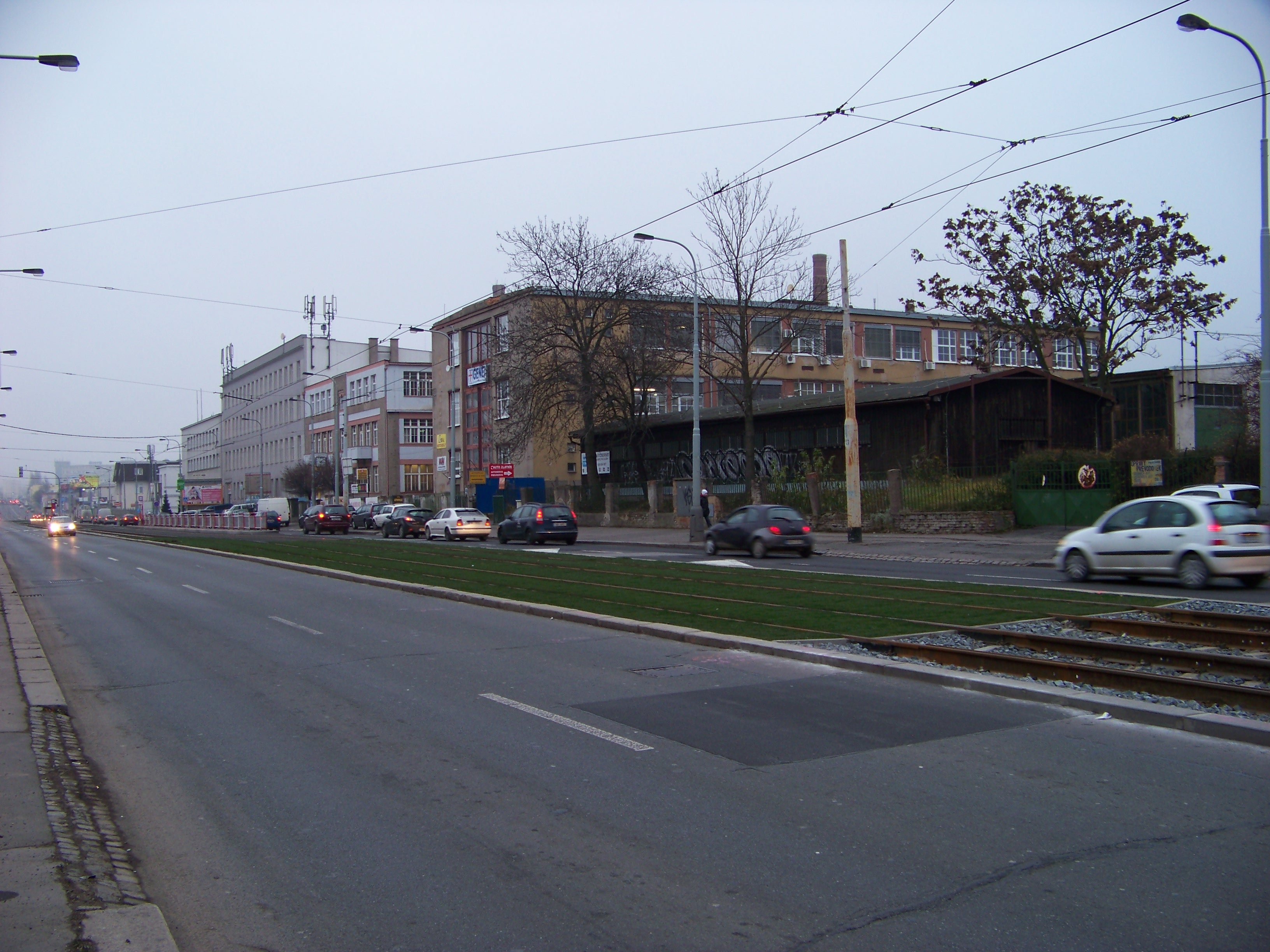
Budovy čo. 20–26 v Poděbradské ulici v Praze-Vysočanech. Elektročas (Pragotron) sídlí na adrese Poděbradská 22.

Pragotron je český výrobní podnik v oboru časoměrné techniky a vizuálních informačních systémů pro cestující. Začal vyrábět v 19. století jako firma Jednotný čas. Několikrát poté ještě změnila svůj název - Elektročas či Pragotron. Dnešní společnost s ručením omezeným nese název Elektročas a prezentuje se pod značkou Elektročas-Pragotron. V letech 1997–2013 ji vlastnil Ing. Karel Prouza, v roce 2013 ji koupila vyškovská společnost ELEKON, kterou ze 40 % vlastní švýcarský hodinářský holding Moser-Baer (Mobatime). Sídlila a dosud sídlí v Praze-Vysočanech v Poděbradské ulici.

## Historie podniků

### Do roku 1990
Elektročas, národní podnik, byl do obchodního rejstříku zapsán 10. února 1953 poté, co byl zřízen listinou ministra všeobecného strojírenství. Ke dni 1. července 1963 byl zrušen a vymazán s tím, že celý majetek a všechny závazky přešly na Laboratorní přístroje, národní podnik se sídlem v Praze. 1. července 1968 byl podnik pod stejným názvem a na stejné adrese opět zřízen. Dne 1.8.1969 byl podnik přejmenován na Pragotron n.p.. V letech 1973–1977 inzeroval pod jménem Pragotron, n. p. – Elektročas (Praha 9, Poděbradská 22). Poté byl zrušen k 1. lednu 1981 rozhodnutím ministra elektrotechnického průmyslu ČSSR. Pragotron ale byl začleněn do koncernového podniku ZPA Čakovice a vystupuje i pod označením ZPA Pragotron.

### Od roku 1990
Státní podnik PRAGOTRON Praha založen zakládací listinou ministerstva strojírenství a elektrotechniky ČR, do obchodního rejstříku zapsán 27. září 1990 a vznikl 1. října 1990, od 18. února 1998 byl v likvidaci, 6. srpna 2001 byl na něj prohlášen konkurs a 13. března 2007 byl vymazán.
Společnost ELEKTROČAS s.r.o. byla do obchodního rejstříku zapsána 7. března 1997. Jejím jediným společníkem byl až do roku 2013 Ing. Karel Prouza. Od 23. října 2013 se jediným společníkem stala společnost ELEKON, s.r.o., z Vyškova. Tu vlastní Pavel Novák (45 %) a Blanka Nováková (15 %) z Drnovic a ze 40 % švýcarská firma Moser-Baer Holding AG.
Všechny výše uvedené podniky Elektročas i Pragotron měly sídlo na adrese Praha 9, Poděbradská 633/22.
Ing Karel Prouza s dalšími společníky (Pavel Bareš, Josef Kaláb, Miloš Páral) založil v prosinci 1994 společnost Nový Pragotron, spol. s r.o. (od roku 1999 Nový PRAGOTRON s.r.o.). Ta měla původně sídlo psané na adrese jednoho z jednatelů v paneláku v Praze-Letňanech, v červnu 1999 však sídlo přesunula na tradiční adresu Elektročasu v Poděbradské 22. V únoru 2015 byla tato společnost přejmenována na AUDIT DVOŘÁK s.r.o. a zároveň změnila vlastníka, sídlo i předmět podnikání.

## Časoměrné systémy
Pragotron vyráběl hodiny jak pro školy, tak i pro podniky. Téměř veškeré hodiny na československých nádražích, ve školách či na úřadech pocházely od firmy Pragotron. Do určité míry to platí i dnes, protože i nové hodiny Elektročas jsou značně rozšířené.
Výrobky PRAGOTRON jsou i rozšířené v zemích bývalé RVHP.
Podnik měl v každém kraji ČSR servisní středisko, která byla, asi v průběhu 90. let zrušena. Vzhledem ke značné náročnosti na údržbu hodin a ústředen byla údržbářská střediska více než nutná. Velké nároky na údržbu kladly hlavně mechanické hlavní hodiny(ústředny),o které bylo se třeba pravidelně starat, na jejich správné funkci byly závislé další přístroje v rámci např. podniku jako píchačky atd.

## Hlavní hodiny

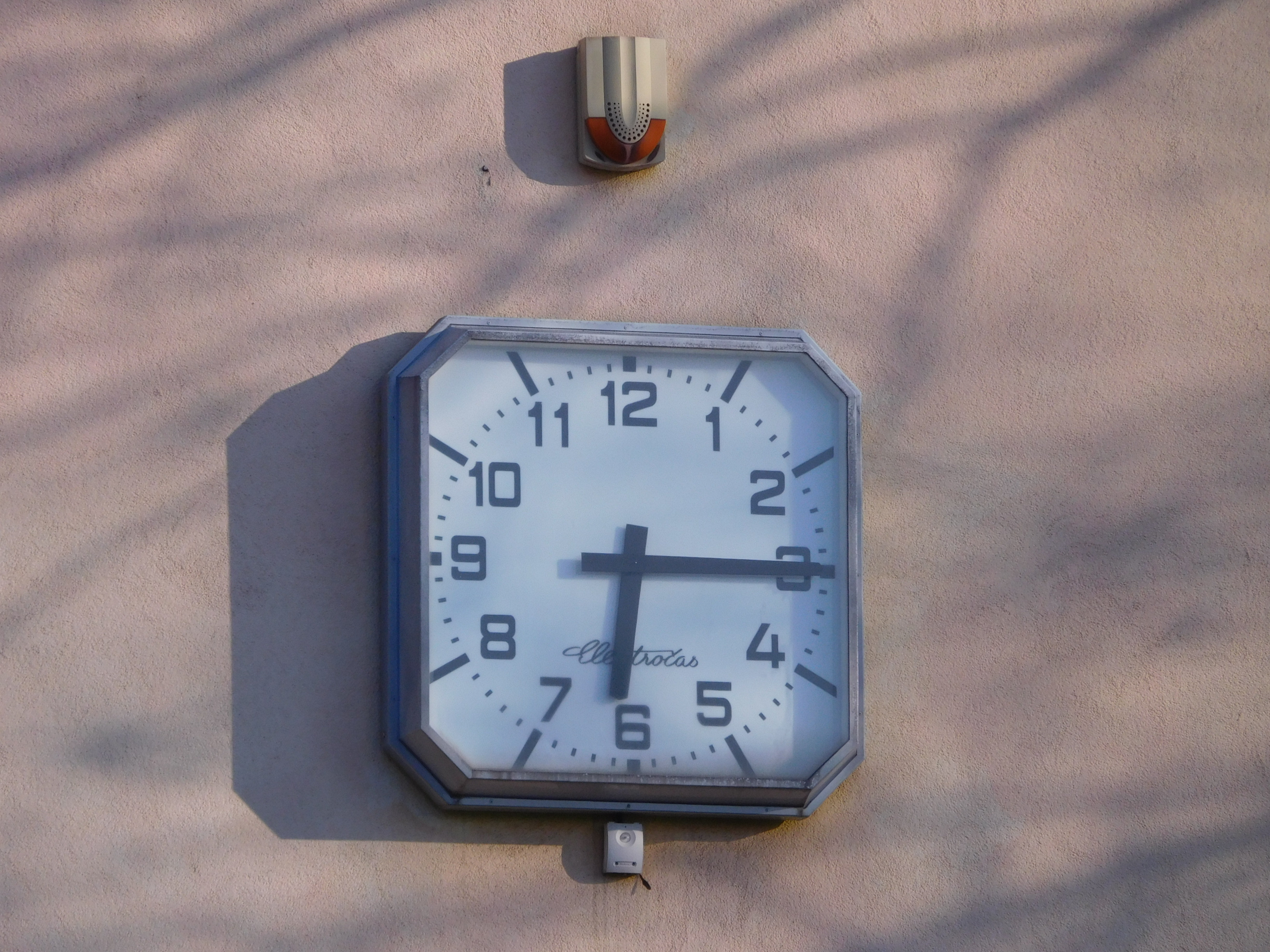
Hodiny Elektročas na autobusové smyčce v Praze - Kobylisích

Asi do roku 1980 byly vyráběny kyvadlové hlavní hodiny řady HH100, HSH300, HH3. Od roku 1980 dochází k zásadní modernizaci hlavních hodin na elektronické, tuto řadu zastupovaly prakticky tři typy hodin, EH1, ESH3 a ústředny EHU. Tento stav vydržel po celá 80. léta.
Kolem přelomu 80. a 90. let se začaly vyrábět hlavní hodiny řady 40 (EH40) a k nim řada stavebnicových modulů pro různý způsob nasazení jako linkové rozvaděče RL40, signální relé SR40 pro ovládání školních zvonků apod. Začátkem 90. let se také objevila verze hlavních hodin typu EH41, která měla vnitřní zálohovací režim, který byl schopen překlenout určitou dobu výpadku napájení s automatickým seřízením hodin do reálného času. Tento typ se hodně rozšířil právě kvůli tomu, že nahrazoval předcházející typy hlavních hodin (HH100, EH1), které vyžadovaly ruční start a seřízení po výpadku sítě, což bylo nepraktické, zvlášť když byly v systému zapojeny píchačky. Asi od roku 1996 se začaly vyrábět hodiny jako EH71, 81 s příjmem DCF a tak postupně nahradily řadu hodin XX40. V tomto období se objevily i hodiny pro školy SAH70, 71. V dalších letech docházelo k další modernizaci přístrojů, např. digitální spínací hodiny SH84, linkový rozvaděč RL83, školní hodiny SAH72.
Tento výrobní program podle webu trvá dodnes.

## Informační tabule a systémy
Dalším velkým výrobním programem bylo informační zařízení Signaltron s překlápěcími listy; tyto informační tabule se používaly nejen v Československu, ale ojediněle například i v Polsku a dalších zemích východního bloku.
Informační tabule Pragotron byly sestaveny z výsuvných listový jednotek, které byly řízeny pomocí kódových bubínků ty se přizpůsobovaly kódu, který byl nastaven na řídicím pultu. Pult byl reléový. Motorky v tabulích, které otáčejí listy s informacemi, jsou napájené napětím 110 V stř. Systém volby kódů, ale pracoval s napětím 48 V ss. Řídicí pult byl na nádražích většinou umístěn v dopravní kanceláři, kde byla i kontrolní tabule, aby měl dispečer přehled o celém zařízení. Dnes se řídící pulty většinou nahrazují počítači, které řídí celý informační systém včetně automatického nádražního rozhlasu.
Staniční rozhlas se začínal používat v největších stanicích používat od 20. let 20. století a začátkem 50. let se rozšířil i na malá nádraží, avšak hlásilo se pouze živě, experimenty s nahrávkami na magnetofonových páskách se neosvědčily. Listové překlápěcí informační tabule, údajně vynález firmy Elektročas z roku 1969, byly navrženy jako informační systém pro nádraží, velká autobusová nádraží a letiště. Centrálně ovládané tabule byly umístěny jak v hale, tak v podchodech a na nástupištích, a nahradily tak funkci živého staničního informátora i různé manuálně ovládané systémy. Byly instalovány na 33 největších nádraží v zemi. Ještě začátkem 90. let 20. století byl jediným českým staničním informačním systémem. Až začátkem 90. let na pražském hlavním nádraží a v roce 1996 na brněnském hlavním nádraží jej nahradil systém NET 2000 od italské firmy Solari, vyvinutý v roce 1988. Hlavní důvod výměny těchto systémů byla totální absence rychlých operativních změn např. cílových stanic, protože situace se po roce 89 změnila a i železnice se začala měnit
Původní listové tabule Elektročas-Pragotron stále servisně podporuje. Uvádí (v roce 2015), že dodává veškeré náhradní díly pro výrobky Pragotronu a je schopen je i udržovat, případně modernizovat. Pro zařízení s listovými překlápěcími jednotkami zajišťuje též potisk listů jednotek. Původní reléové ovládací pracoviště je schopen nahrazovat počítačovým s použitím jednotky ERS, což umožní součinnost starých listových jednotek s novými LCD panely.
Elektročas-Pragotron přešel na výrobu LCD informačních panelů. Pro SŽ dodává zejména audiovizuální informační systém typu IZE 1, využívající tabule se speciálními transreflexními displeji s tekutými krystaly (LCD, prosvětlované vestavěným zářivkovým osvětlením, a za displeji je umístěna reflexní fólie, která odráží vnější světlo), ovládané sériovým rozhraním (tabule mohou být zapojeny za sebou). Základním modulem je displej s 8 znaky o výšce 75 mm (každý znak tohoto displeje je tvořen matricí ze 132 segmentů; je možné zvolit mezi znaky o výšce 63 mm s diakritikou včetně rozlišování malých a velkých písmen nebo znaky o výšce 75 mm, kde jsou znaky s diakritickými znaménky sníženy) nebo rastrový displeje o výšce 243 mm s maticí 64x96 bodů nebo s maticí 26x36 bodů. Systém je využíván například na nádražích Cheb, Olomouc, České Budějovice, Rokycany, Praha Masarykovo nádraží či Praha-Libeň. Podobnými systémy od Elektročasu byla vybavena i například autobusová nádraží v Ostravě-Svinově, Vrchlabí, Rakovníku či Hlučíně.

## Současný výrobní program
V roce 2015 společnost Elektročas-Pragotron inzeruje výrobu radiovým signálem synchronizovaných elektronických hlavních a signálních hodin určených pro řízení podružných hodin a zvukové signalizace v systémech jednotného času, hodinových ústředen, analogových i digitálních podružných interiérových a exteriérových hodin, digitálních ukazatelů a stopek, autonomních hodin řízených radiosignálem, reklamních, fasádních, věžních i sportovních hodin, docházkových a kontrolních hodin i atypických hodin podle požadavku zákazníka. Nabízí též informační systémy pro dopravu, průmysl, sport atd. Jmenovitě nabízí stavebnicový audiovizuální alfanumerický informační systém, jehož základem jsou displeje s tekutými krystaly LCD a který je spolu s automatickým hlasovým výstupem v různých jazycích řízen jedním PC. Nabízí též montáž, servis i rekonstrukce hodinových zařízení na území České republiky.